# Trolejbusy w Chesterfield
Trolejbusy w Chesterfield – zlikwidowany system trolejbusowy w mieście Chesterfield w Derbyshire, w Anglii, w Wielkiej Brytanii.

## Historia

### Początki
Chesterfield Corporation mogła być jednym z pionierów trolejbusów, gdyż na mocy Chesterfield Corporation Railless Traction Act z 1913 r. umożliwiono jej budowę pięciu tras, które miały uzupełniać system tramwajowy. Trasy miały wybiegać promieniście z centrum miasta i łączyć je z Newbold na północnym zachodzie, Unstone na północy, Brimington na północnym wschodzie, Temple Normanton na południowym wschodzie i Clay Cross na południu. Planu jednak nie udało się zrealizować, a do kwestii budowy trolejbusów powrócono w latach 20. XX wieku, kiedy torowiska tramwajowe zaczęły wymagać poważnej modernizacji. W 1926 r. w zakładach Straker-Squire zakupiono 14 trolejbusów z nadwoziem Reeve and Kenning. Pierwszy trolejbus dostarczono do Chesterfield 21 kwietnia 1927 r. Przebudowę sieci tramwajowej na trolejbusową na trasie w Brampton zakończono 23 maja 1927 r. i jeszcze tego samego dnia wieczorem na trasę wyjechały trolejbusy. Następnie rozpoczęto przebudowę sieci na trasie do Whittington Moor, którą zakończono 27 września 1927 r.. Trolejbusy poprowadzono śladem tramwajów, z wyjątkiem krótkiego odcinka w centrum miasta, który stał się jednokierunkowy.

### Rozwój
Zbudowano nową zajezdnię o powierzchni 2800 m² na 100 pojazdów w Thornfield. Była ona wykorzystywana zarówno przez trolejbusy, jak i autobusy. Trolejbusy wjeżdżały do zajezdni boczną bramą przez Hardwick Street, dzięki czemu mogły wyjeżdżać na linie od frontu. Po miesiącu od uruchomienia systemu, Chesterfield Corporation postanowiła przedłużyć północną trasę od Whittington Moor do New Whittington o 3,2 km. Trolejbusy pojechały po przedłużonej trasie 29 lipca 1929 r. W 1931 r. zakupiono dwa trolejbusy piętrowe w firmie Ransomes. 

### Likwidacja
W 1936 r. zakupiono trzy używane trolejbusy Karrier-Clough typu E4 z Yorku, w którym zlikwidowano trolejbusy 5 stycznia 1935 r. Nie kursowały one jednak zbyt długo, gdyż w 1937 r. podjęto decyzję o wycofaniu trolejbusów z ulic Chesterfield. Jako powód likwidacji podawano konieczność wymiany sieci trakcyjnej, koszty energii elektrycznej i niskie wiadukty kolejowe, które uniemożliwiały rozbudowę systemu. Trolejbusy przestały wyjeżdżać na linie 24 marca 1938 r., kiedy odbył się pożegnalny przejazd dwóch trolejbusów. Wycofane trolejbusy stały do lata pod gołym niebem na terenie zajezdni. Ostatecznie zostały sprzedane na złom za 80,50 £.